# Ali Mérad
Ali Mérad est un islamologue et professeur d'université né en Algérie le 21 octobre 1930 et mort à Lyon le 23 mai 2017.

## Biographie
Ali Merad est né le 21 octobre 1930 à Laghouat dans le sud de l'Algérie. Après la madrasa (école coranique) et l'école communale, il poursuit sa scolarité au lycée Bugeaud, puis ses études à l'université d'Alger, où il obtient son agrégation d'arabe, avec comme professeur Hamza Boubakeur. Il est ensuite affecté à l'université de Lyon, puis à Paris III, où il succède à Mohammed Arkoun à la tête du Centre des études de l’Orient contemporain. Il entretient une correspondance avec ce dernier. En 1952, il fonde avec Ahmed Taleb-Ibrahimi le journal Le jeune musulman, dans lequel il écrit sous deux pseudonymes : Abou Djamel Taha et Mohend Arab, un nom qui mêle les langues arabe et berbère. Il obtient un doctorat pour sa thèse sur le « réformisme musulman en Algérie de 1925 à 1940 », en 1967.  Il fonde l'Institut universitaire d'études arabes et islamiques de Lyon en 1974. Il a eu pour élèves, parmi d'autres, Malek Chebel et Claude Gilliot.
Il est mort à Lyon le 23 mai 2017.

## Idées et engagements
Il contribue au dialogue entre les religions. Il se lie d'amitié avec les pères blancs Michel Lelong et Maurice Borrmans.
Il s'inquiète de la montée de l'intégrisme islamique, « une lame de fond qui touchera tôt ou tard la France »,. Lors d'un symposium au Caire, il cite Yambo Ouologuem, qui compare l'islamisation de l'Afrique à la colonisation. Il défend la nécessité d'une réforme de l'islam. Membre de la Commission nationale des Français musulmans en 1977, il est consulté par l'Élysée en 1989, à la suite de la protestation que suscite la publication des Versets sataniques de Salman Rushdie. Dans son rapport, il réfute la légitimité des imams nommés par des États étrangers. Il préconise une meilleure formation des imams, en commençant par relancer la mission culturelle de l'Institut Musulman, parce que pour lui, le seul rempart contre les radicalisations, c'est l'éducation. Il recommande en ce sens, en vain, la création d'un établissement d'études supérieures de l’Islam. En 1997 encore, il appelle de ses vœux la création d'une « Conférence musulmane de France ». Par la suite, il a choisi de rester à l'écart du débat médiatique,.

## Œuvres
- Le Réformisme musulman en Algérie de 1925 à 1940, 1967.
- Ibn Bādīs, commentateur du Coran, 1971.
- Regard d'un musulman sur Charles de Foucauld (1974).
- L'exégèse coranique. coll. « Que sais-je ? », 1998.
- La Tradition musulmane. coll. « Que sais-je ? », 2001.
- L’Islam contemporain. coll. « Que sais-je ? », 2007.
- Le califat, une autorité pour l'islam ?, 2008

Il a écrit aussi des articles, publiés notamment dans la revue Horizons maghrébins.
Il est l'auteur de l'article « Islah » (réforme) dans l'Encyclopédie de l'islam.